# Pacific Life Open 2003
Pacific Life Open 2003 — тенісний турнір, що проходив на відкритих кортах з твердим покриттям. Це був 30-й за ліком Мастерс Індіан-Веллс. Належав до серії Tennis Masters в рамках Туру ATP 2003, а також до серії Tier I в рамках Туру WTA 2003. І чоловічий і жіночий турніри відбулись у Indian Wells Tennis Garden в Індіан-Веллсі (США) з 5 до 17 березня 2003 року.

## Переможниці та фіналістки

### Одиночний розряд, чоловіки
Ллейтон Г'юїтт —  Густаво Куертен, 6–1, 6–1
- Для Г'юїтта це був 2-й титул за сезон і 21-й — за кар'єру. Це був його 1-й титул Мастерс за сезон і 2-й - за кар'єру. Це була його 2-га перемога на цьому турнірі (перша була 2002 року).

### Одиночний розряд, жінки
Кім Клейстерс —  Ліндсі Девенпорт 6–4, 7–5
- Для Клейстерс це був 4-й титул за сезон і 19-й — за кар'єру. Це був її 1-й титул Tier I.

### Парний розряд, чоловіки
Вейн Феррейра /  Євген Кафельников —  Боб Браян /  Майк Браян 3–6, 7–5, 6–4
- Для Феррейри це був 1-й титул за рік і 25-й - за кар'єру. Для Кафельникова це був 1-й титул за рік і 52-й - за кар'єру.

### Парний розряд, жінки
Ліндсі Девенпорт /  Ліза Реймонд —  Кім Клейстерс /  Ай Суґіяма 3–6, 6–4, 6–1
- Для Девенпорт це був 2-й титул за сезон і 72-й - за кар'єру. Для Реймонд це був 2-й титул за сезон і 43-й — за кар'єру.